# Katastrofa Tu-104 w 1981
Katastrofa Tu-104 w 1981 – katastrofa lotnicza, która wydarzyła się 7 lutego 1981 na lotnisku w Puszkinie. 
W wyniku katastrofy samolotu Tupolew Tu-104 należącego do Sił Powietrznych ZSRR, śmierć poniosło 50 osób (42 pasażerów oraz 8 członków załogi) – 49 na pokładzie, 1 w karetce w drodze do szpitala.
Tupolew Tu-104 odbywał lot na linii Puszkin – Władywostok. Samolot wystartował z lotniska Puszkino, w Irkucku. Po siedmiu sekundach, gdy maszyna była na wysokości około 50 metrów, zabrakło siły nośnej i samolot runął na ziemię. Spośród 50 osób przebywających na pokładzie, przeżyła jedna osoba, która jednakże zmarła w karetce w drodze do szpitala.
Pasażerowie samolotu to dowództwo Floty Oceanu Spokojnego, w tym 28 wysokich oficerów radzieckiej marynarki, a wśród nich – 16 w stopniu generała i admirała.
Według nieoficjalnych danych przyczyną katastrofy był zbyt duży i niewłaściwie zabezpieczony ładunek. który podczas startu mógł przemieścić się, zmieniając środek ciężkości samolotu i podrywając gwałtownie przód maszyny do góry.